# Charles Watkin Williams-Wynn
Charles Watkin Williams-Wynn (9. října 1775 – 2. září 1850, Londýn) byl britský politik ze starého rodu z Walesu. Celkem 53 let byl poslancem Dolní sněmovny za stranu whigů. Byl blízkým příbuzným významné rodiny Grenvillů a mimo jiné synovcem premiéra Williama Grenvilla. Třikrát byl v různých funkcích členem britské vlády.

## Politická kariéra
Pocházel ze starobylého waleského rodu, byl potomkem předsedy Dolní sněmovny Sira Williama Williamse (1634–1700). Narodil se jako mladší syn dlouholetého poslance Sira Watkina Williams-Wynna (1749–1789), po matce Charlotte Grenville (1751–1832) byl blízce spřízněn s politicky vlivnou rodinou Grenvillů. Vystudoval ve Westminsteru a Oxfordu a od mládí působil jako právník, krátce po dosažení plnoletosti zároveň vstoupil do politiky a v letech 1797–1850 byl členem Dolní sněmovny za stranu whigů. Ve vládě svého strýce barona Grenvilla byl státním podsekretářem vnitra (1806–1807), poté s příbuznými z rodu Grenvillů patřil k opoziční skupině The Grenvilles. Vynikl jako řečník a znalec parlamentních procedur, po roce 1812 učinil pokus založit třetí politickou stranu, který však skončil přechodem části whigů k toryům. V roce 1817 neúspěšně kandidoval na post předsedy Dolní sněmovny (zvolen byl Charles Manners-Sutton). Po usmíření krále s opoziční skupinou Grenvilles se dostal do vlády a v letech 1822–1828 byl prezidentem kontrolního úřadu Východoindické společnosti, od roku 1822 byl zároveň členem Tajné rady. V Greyově vládě byl ministrem války (1830–1831), odstoupil ale pro nesouhlas s příliš radikální vládní politikou. Naposledy byl členem vlády jako lord kancléř vévodství lancasterského (1834–1835). Poté již nezastával žádný úřad, ale díky svému působení v čele indického kontrolního úřadu obdržel třikrát nabídku na post generálního guvernéra v Indii, pokaždé ji ale odmítl.
Jako služebně nejstarší poslanec užíval v letech 1847–1850 čestný titul Father of Commons, byl v té době jediným členem Dolní sněmovny, který svůj mandát zastával již od konce 18. století. Mimo jiné byl členem Královské společnosti (1827) a prvním prezidentem Královské asijské společnosti (1823–1841) a obdržel čestný doktorát v Oxfordu.

## Rodina
V roce 1806 se oženil s Mary Cunliffe (1780–1838), která pocházela taktéž ze staré waleské rodiny. Měli spolu pět dětí, čtyři dcery a syna Charlese (1822–1896), který byl poslancem Dolní sněmovny (1868–1880).
Jeho starší bratr Sir Watkin Williams-Wynn (1772–1840) byl též dlouholetým poslancem Dolní sněmovny, mladší bratr Henry Watkin Williams-Wynn (1783–1856) působil v diplomacii a téměř třicet let byl britským vyslancem v Dánsku (1824–1853). Švagr Sir Robert Cunliffe (1785–1859) sloužil v armádě v Indii a dosáhl hodnosti generála.